# Bulle du carbone

Représentation de la bulle du carbone : l'utilisation des réserves connues d'énergies fossiles émettrait 2795 milliards de tonnes de Dioxyde de carbone, alors que la limite de 565 milliards de tonnes ne devrait pas être franchie pour espérer limiter le réchauffement climatique à (Carbon Tracker Initiative, 2013).

La bulle du carbone est une perte massive de la valeur des investissements dans les combustibles fossiles à la suite des accords et mesures, à l'échelle mondiale, visant à limiter le réchauffement climatique. Ce concept a été diffusé par le think tank Carbon tracker situé à Londres.
Un réchauffement limité à +1,5 °C par rapport au climat préindustriel, par exemple, ne concède à l'humanité qu'une allocation de 886 milliards de tonnes de dioxyde de carbone à émettre entre les années 2000 et 2050, soit l'utilisation de seulement 20 à 25 % des réserves connues de combustibles fossiles (sans parler de celles restant à découvrir), le reste devant rester sous terre.

## Description
Les industries fossiles ont valorisé en bourse des réserves qui, selon l'Accord de Paris sur le climat, ne devraient pas être extraites et utilisées. D'un point de vue financier, cela signifie que les réserves restantes sont des actifs voués à perdre toute valeur, représentant environ 28 000 milliards de dollars. Cette perte de valeur serait en quelque sorte équivalente à l'éclatement d'une immense bulle économique, d'où le choix de l'expression « bulle du carbone ».
Il s'agit d'un des aspects du risque carbone. Par ailleurs, en plus des raisons éthiques et légales, la bulle du carbone est une des motivations avancées pour le désinvestissement des énergies fossiles.

## Historique
En 2008, le climatologue James Hansen et ses collaborateurs de la NASA publient un article scientifique montrant que, si l'on veut préserver les conditions qui ont permis le développement de la civilisation, la concentration de dioxyde de carbone dans l’atmosphère devrait être réduite à 350 parties par million (ppm) au maximum (la moyenne était de 400 ppm en 2015).
En 2009, un article publié par Malte Meinshausen et ses collaborateurs dans la revue scientifique Nature analyse qu'il ne faut pas émettre plus de 1 000 gigatonnes de CO2 entre 2000 et 2050 pour avoir 75 % de chances de limiter le réchauffement climatique à 2 °C. Cela est considéré comme une avancée importante, dans la mesure où c'est la première fois que le problème climatique est posé sous forme de « budget carbone » à ne pas dépasser.
Cette publication est suivie du rapport Carbone non exploitable : les marchés financiers portent-ils une bulle carbone de l'initiatve Carbon Tracker, relayé notamment par Bill McKibben,. Ce rapport met en évidence que les réserves connues d'énergies fossiles correspondent à l'émission de 2 795 milliards de tonnes de CO2.
En décembre 2020, cinq ans après l'Accord de Paris sur le climat, le secrétaire général des Nations unies, António Guterres, déclare qu'« Il est grand temps [...] de rendre obligatoire la divulgation des risques financiers liés au climat et d’intégrer l’objectif de neutralité carbone dans toutes les politiques et décisions économiques et budgétaires. Les banques doivent adapter leurs prêts à l’objectif mondial de zéro émission nette et les propriétaires et gestionnaires d’actifs doivent [décarboner] leurs portefeuilles. »